# ジェームズ・リテリック
ジェームズ・"ジム"・リテリック（英語: James "Jim" Litterick、1901年7月15日 - 没年不詳）は、カナダ・マニトバ州の政治家。カナダ共産党の党員として初めて同州議会に選出された。 

## 経歴

### 若年期
スコットランドのグラスゴーで生まれた。クライドバンクとグラスゴーで教育を受け、16歳でイギリス社会党員となる。（父も生涯社会主義者であった）。1920年、クライドバンクの家賃暴動に参加して投獄され、同年、新たに結成された英国共産党に参加した。

### 政治
1925年にカナダに渡り、当初はアルバータ州とブリティッシュ・コロンビア州で鉱山労働者として働いていた。1926年にはカナダ共産党（ブリティッシュ・コロンビア）の地区書記となった。1930年にモントリオールに移り、カナダで革命的な労働組合運動を構築するために作られた共産主義者の労働組合の傘下団体であるワーカーズ・ユニティー・リーグの組織者となった。1931年に共産党のリーダー、ティム・バックが逮捕されると、リテリックは彼の責任の一部を引き継ぐためにトロントに移ったが、すぐにウィニペグに移った。1934年、カナダ共産党（マニトバ）の州書記に抜擢された。
1936年、モリー・バッシンと結婚した。

### マニトバ州立法議会での経歴(1936年-40年)
党の人気が高まっていた1936年の州選挙で、マニトバ州議会議員に当選した。彼の選挙戦の焦点は、州の2％の賃金税の廃止だった。
この選挙で、リテリックはウィニペグの労働者の間でとても人気があった。第一優先票では、独立系社会主義者のルイス・スタッブスに次いで2位となった。当時のウィニペグでは、単記移譲式投票で10人の議員を選出していた。スタッブスは当選が宣言され、2回目の投票では彼の余剰票が移された。リテリックは、スタッブスから十分な票を得て、当選を宣言した。
リテリックは、左派の判事で独立社会主義者として人気のあったスタッブスの盟友とみなしていた。リテリックの主な支持基盤は、ウィニペグの労働者階級であるノースエンドにあった。リテリックの主な支持層は、ウィニペグの労働者階級の北端にあり、市内のユダヤ人社会からもかなりの支持を受けていた。妻のモリーもユダヤ人であった）。
MLAとして、1937年に「Whither Manitoba」と題したスピーチを行った。この演説は後にパンフレットとして発行された。
リテリックは、全国の共産党の主要人物ではなかった。共産党の全国的な活動において、公的に重要な役割を果たすことはなかった。
モスクワへの忠誠心から、1939年後半には、カナダの第二次世界大戦への参戦についての見解を変えていた。9月9日には、ジョン・ブラッケン首相とウィリアム・リヨン・マッケンジー・キング首相に、ナチス・ドイツの侵攻に対抗してポーランドを全面的に支援するよう要請したのである。リテリックはその後、党からこの立場を撤回し、当時ソ連が中立であったことを考慮して、帝国主義的ベンチャーとしての戦争に反対するよう求められた。後に中共は、1941年にドイツがソ連に侵攻してからは戦争を支持するようになった）。

### その後の人生
1940年、共産党が違法組織とされたため、マニトバ州議会から追放された。この時点ですでに身を隠しており、王立カナダ騎馬警察の捜索の対象になっていたとされる。
1940年以降のリテリックの消息についての情報は限られている。1942年にモントリオールで撮影されたと思われる、戦時中のカナダの共産党幹部の写真にはリテリックの姿が写っている。彼は1942年にトロントでRCMPに投降し、ドン刑務所に収容された。1943年には、トロントの縫製工場で働いていると報道された。その後の消息はわかっていない。
ノーマン・ペナーは著書『カナダの共産主義』の中で、父ジェイコブ・ペナーの個人的なメモを出典として、"戦後、リテリックは「臆病者」という理由で党から追放された "と書いている。